# Geoff Huston
Geoffrey Angier Huston, detto Geoff (Brooklyn, 8 novembre 1957), è un ex cestista statunitense, professionista nella NBA.

## Carriera
Venne selezionato dai New York Knicks al terzo giro del Draft NBA 1979 (50ª scelta assoluta).